# Рак шкіри
Рак шкіри — узагальнена назва злоякісних епітеліом шкіри.

## Класифікація
До раку шкіри зазвичай відносять такі види злоякісних пухлин шкіри:
- Базаліому (базально-клітинну карциному, що розвивається з базальних клітин шкірного епітелію)
- Сквамозно-клітинну карциному (плоскоклітинний рак)
- меланому

Меланому часто виключають зі списку захворювань, що ототожнюються з раком шкіри.

## Фактори ризику
Факторами ризику розвитку раку шкіри можуть бути:
- Ультрафіолетове та іонізуюче випромінювання
- Вплив хімічних канцерогенів, що потрапляють на шкіру
- Куріння
- Прийом препаратів, що послаблюють імунітет (імуносупресорів)
- Сімейна схильність (генетичні особливості організму).

## Ознаки захворювання
1. Поява на поверхні шкіри невеликої плями, сіро-жовтого вузлика або блискучою бляшки.
2. На ранніх стадіях захворювання немає суб'єктивних проявів та ніякого дискомфорту не завдає.
3. При збільшенні пухлини, вона може почати свербіти, з'являється відчуття дискомфорту, поколювання.
4. Далі в середині новоутворення може з'явитися невелика мокнуча виразка. Іноді вона починає кровоточити або покриватися скоринкою.
5. Середина цього утворення може зарубцюватися, але при цьому зберігається схильність до периферичного росту.
6. При пальпації основи цього новоутворення можна відчути деяку твердість тканин, хоча ознак запалення немає.

Подібні симптоми раку шкіри повинні насторожити людину і змусити її пройти ретельніше обстеження.

## Базальноклітинний рак шкіри
Пухлина повільно зростає, не схильна до появи метастазів і лише в окремих випадках проростає в глибокі шари шкіри.
Найчастіше вона виглядає як невелике, діаметром у кілька міліметрів, утворення на поверхні шкіри, злегка припухле. На його поверхні можна розгледіти тонку сітку кровоносних судин. Зі збільшенням пухлини на її поверхні починаються з'являтися невеликі ерозії.
 'Перші ознаки раку шкіри цього типу в залежать від різновиду захворювання:' 
- Солідна (вузликова). Пухлини цієї форми виглядають як невеликі вузлики, оточені судинної сіткою.
- Виразковий. У цьому випадку на поверхні шкіри з'являються виразки або інші порушення поверхні, які схильні до кровоточивості.
- Пігментний. При такій формі поверхня пухлини зазабарвленням є темною, нагадує пігментну пляму.

## Папілярний (плоскоклітинний) рак шкіри
Папілярний рак шкіри — це ще одна форма плоскоклітинного. Інша його назва — фунгозна, тобто грибоподібна, що точніше передає суть цього захворювання.
Зовні така пухлина виглядає як гриб: масивний вузол на ніжці або широкій основі. Вони часто покриваються кірками папілом, набуваючи вигляду цвітної капусти, які легко кровоточать.
Ця пухлина зустрічається частіше у осіб чоловічої статі. Локалізується особливо часто на нижній губі (95 % ракових пухлин цієї локалізації), на нижній частині тулуба, статевих органах і кінцівках. Плоскоклітинний рак майже завжди розвивається з передракових захворювань шкіри і слизових оболонок. На першому місці стоять рубці після опіків і травм, свищі, виразки, які довго не загоюються, потім старечі кератози і лейкоплакії.
Клінічно ця форма раку шкіри в початковій стадії являє собою утворення розміром з кістку вишні,  що підіймається над поверхнею шкіри, покриту ороговілими сосочками, які швидко проникають в дерму. Вузол дуже щільний, шкіра над ним змінює своє забарвлення від рожевого до червонувато-бузкового. Пухлина росте досить швидко, скоро утворює виразку з опуклими щільними краями. Дно виразки блідо-червоного відтінку, горбисте або ворсинчасте, легко кровоточить, при доторканні можна видавити округле або циліндричне зернятко — ракові перлини, що складаються з клітин, які ороговівають. Виділення з виразки скудне з домішкою відмерлих частин тканин. Пухлина характеризується швидким ростом і ураженням лімфатичних вузлів. Згідно з даними літератури, до 5 % всіх видів раку шкіри утворюють змішані спінобазоцеллюлярні форми раку. При цій формі центр складається з клітин, що ороговівають, а периферія — з базоцеллюлярних клітин або ж ці клітини знаходяться поруч.

## Меланома
Ще одна досить часта і вкрай агресивна форма раку шкіри — це меланома. Вона схильна до швидкої появи метастазів, які формуються через потоапляння елементів пухлини через кров і лімфу до інших органів, стаючи причиною розвитку вторинних пухлин.
Меланома розвивається з пігментованих клітин шкіри, найчастіше — невусів (родимок). Виглядає вона як швидко зростаюча пігментована пляма на шкірі. З часом воно починає мокнути, кровоточити, спричиняти свербіж або печіння. Одночасно з цим збільшуються регіональні лімфатичні вузли.
Перші ознаки раку шкіри цього типу можна виявити, відстежуючи зміну родимок. До лікаря необхідно звертатися, якщо вони поміняли колір, стали збільшуватися в розмірах, міняти форму, кровоточити, свербіти або в будь-якому іншому вигляді викликати занепокоєння.
Але якщо говорити про перші ознаки раку шкіри в загальному вигляді, то досить запам'ятати одне правило: якщо на шкірі з'явилося якесь новоутворення, особливо яке викликає занепокоєння, варто звернутися до дерматолога. Видалення підозрілої пухлини — це проста і швидка процедура, але вона може врятувати хворому життя.

## Лікування
Найчастіше застосовується хірургічне втручання — видалення пухлини, кріодеструкція (видалення за допомогою джерела низької температури) або електрокоагуляція (видалення при дії електричного струму) пухлини.
Також може застосовуватися променева терапія, головним чином у випадках, коли неможливо видалити пухлину хірургічним шляхом через її розташування (в кутку ока, на носі тощо).

### Променева терапія
З усіх методів лікування раку шкіри найкращі результати дає променева терапія.[джерело?] Це в першу чергу стосується пухлин шкіри обличчя. Враховуючи, що на шкірі обличчя бувають базальноклітинні раки, променева терапія забезпечує високий відсоток лікування з хорошим косметичним ефектом.
Променева терапія раку шкіри має такі переваги перед хірургічним лікуванням: вона є безкровною, безболісним способом лікування, дає гарний косметичний ефект.
Показання до променевої терапії раку шкіри
- При первинних раках шкіри;
- При раку з метастазами;
- З профілактичною метою формування метастазів після оперативного втручання;
- При рецидивах.

 'Методи променевої терапії раку шкіри' 
Метод фракціонованого (роздрібненого) опромінення. Сутність його в тому, що протягом 10-12 днів лікування проводиться порівняно дробовими дозами, а сумарна доза доводиться до 4000 рад.
Метод фракціонованого опромінення має ту перевагу, що пухлинні тканини пошкоджуються сильніше, а здорові тканини щадяться більше; з іншого боку, реактивна здатність тканин, що оточують пухлину, зберігається, що багато в чому обумовлює терапевтичний ефект.
До позитивних особливостей фракціонованого методу опромінення належить вплив фактора часу. Продовження лікування до 12-15 днів забезпечує вплив рентгенівських променів на всі ракові клітини, так як за такий термін всі клітини проходять фазу мітозу і, отже, потрапляють під вплив радіації.
Вважається за потрібне досягти результатів лікування після одного проведеного курсу рентгенотерапії. Принцип лікування злоякісних новоутворень полягає в тому, щоб дати протягом одного курсу максимальну дозу, сумісну з необхідністю збереження здорових тканин. Повторні опромінення з огляду на кумулятивну дію рентгенівських променів небезпечні — вони тягнуть за собою зміну васкуляризації, пошкодження навколишніх здорових тканин, викликають некротичні зміни.
Виходячи з цього, найефективнішим методом, що гарантує ліквідацію ракового вогнища за один курс лікування, визнано фракціоноване опромінення із застосуванням високої загальної дози.
Концентрований короткофокусний метод опромінення по Шаулю. Метод короткофокусного опромінення базується на принципі створення умов розподілу рентгенівської енергії, аналогічних тим, які є при користуванні радієм, незважаючи на те, що довжина хвилі цих двох видів випромінювань не однакова. З точки зору сучасної рентгенобіології терапевтичний і біологічний ефект залежить тільки від кількості поглиненої енергії будь це енергія у-променів або енергія рентгенівських променів. Якісній стороні випромінювання істотного значення не надається.
Виходячи з рівноцінності γ- і рентгенівських променів, Шауль вважає, що більша ефективність радієвої терапії обумовлюється тільки більш доцільним розподілом γ-променів. Тут доречно зазначити, що питання про просторовий розподіл дози при променевій терапії є надзвичайно актуальним, особливо при лікуванні злоякісних новоутворень. Співвідношення між енергією, що поглинається пухлиною і прилеглими тканинами, набуває виняткового значення.
Труднощі променевої терапії раку шкіри полягає в тому, що відмінності чутливості між клітинами пухлини і клітинами навколишнього тканини часто недостатні. Ось чому прийнятий в даний час принцип використання променевої терапії при злоякісних новоутвореннях базується на прагненні не тільки максимально зруйнувати пухлину, а й максимально зберегти навколишні тканини.
При підведенні радію безпосередньо до ураженого вогнища досягається найбільший вплив променів на місце докладання радію і мінімальний вплив на навколишні тканини, оскільки різко убуває інтенсивність дії радіації на глибину і до периферії.
Щодо цього метод концентрованого близькофокусного опромінення спрямований на створення таких же умов.
На думку Шауля, запропонований ним метод повинен являти собою імітацію радієвої терапії; і дійсно він став з успіхом застосовуватися замість радієвої терапії при деяких локалізаціях раку шкіри, раку нижньої губи, порожнини рота, а також при злоякісних меланомах і гемангіомах. Лікування проводиться за допомогою спеціальної рентгенівської трубки, у якої анод у вигляді порожнього циліндра виведений назовні.
Променева терапія раку шкіри цим методом проводиться при одноразової дозі 400—800 радий, а сумарна доза — 6000 — 8000 радий.
Результати променевої терапії раку шкіри
Результати залежать від:
- морфологічної картини;
- локалізації та підґрунтя, на якій розвивається рак;
- методики лікування.

Базальноклітинний рак найуспішніше виліковується за допомогою рентгенотерапії. Змішана форма більш резистентна, ніж суто базоцеллюлярна. Плоскоклітинний рак являє собою найнебезпечнішу форму шкірного раку. Успіх лікування при цій формі залежить від своєчасності діагностики.
При деяких локалізаціях (кут ока, вушна раковина) ефективність променевої терапії раку шкіри знижується.
Різко погіршується прогноз при ураженні кісткової і хрящової тканини. Пояснюється це тим, що кісткова і хрящова тканини в силу своїх анатомічних і фізіологічних властивостей не можуть відповідати на рентгеноопромінення відповідною реакцією.
Має значення і підґрунтя, на якому розвинулося новоутворення. Причина гірших результатів лікування раку, що виник на ґрунті вовчака і рубців, полягає в тому, що навколишня тканину, будучи ослаблена під впливом основної хвороби, не в змозі відповісти потрібною реакцією на рентгенівське опромінення.
Причина невдач променевої терапії раку шкіри полягає в тому, що іноді проліферація епітеліальної тканини в більш глибоких частинах пухлини припиняється на дуже короткий час, а потім знову поновлюється. Це може бути результатом невідповідного підбору якості променів, невідповідної фільтрації та дози. Щоб підібрати канцероцідну дозу по відношенню до глибоко розташованих клітин, необхідно користуватися фільтруваними променями, відповідним вольтажем і перехресним опроміненням. Застосовувати слід по можливості більші дози, не пошкоджуючи нормальної тканини.
Невдачі бувають рідко через наявність резистентних клітин, особливо при базоцеллюлярних епітеліомах. Потрібно також пам'ятати і про те, що не всі клітини, що складають злоякісне новоутворення, володіють однаковим ступенем чутливості, частина клітин в одній і тій же пухлини може виявитися дуже резистентною.
Хворі після променевої терапії раку шкіри повинні піддаватися контролю кожні півроку протягом 5 років. Недотримання цього правила часто є причиною тяжких наслідків.
При 1 і 2 стадіях променева терапія раку шкіри проводиться за умов короткофокусної рентгенотерапії. Одноразова доза дорівнює 300—400 радий, сумарна — 5000 — 7000 радий. Дози в 500—600 радий за сеанс значно скорочують час лікування, але залишають на шкірі великі зміни, що з косметичної точки зору дає гірші результати. Виліковування при 1 стадії спостерігається в 95-98 %, а при 2 стадії — в 85-87 % випадків.
При 3 стадії променева терапія повинна проводитися за умов глибокої рентгенотерапії, на цезієвській установці, а в окремих випадках — і на телегамма-установці. Одноразова доза не повинна перевищувати 250 рад. Питання про сумарну дозу вирішується в кожному окремому випадку залежно від розмірів ураження. Якщо тільки одна променева терапія викликає сумніви щодо можливості досягнення добрих результатів, то після загасання променевої реакції можна рекомендувати хірургічний або електрохірургічний методи лікування. При 4 стадії лікування (якщо таке можна проводити) необхідно починати з опромінення (глибока рентгенотерапія або телегамматерапії).
Після променевої терапії в ряді випадків можна провести висічення пухлини з пластикою або без неї, залежно від стану і локалізації патологічного процесу. При рентгенівському раку, розвиненому на ґрунті рубців, і рецидивах раку шкіри після променевого лікування показано оперативне лікування. Обсяг операції не повинен бентежити хірурга, бо розростання пухлини не щадить хворого і приводить його до тяжкої інвалідності.

## Прогноз
Прогноз при раку шкіри і результати його лікування залежать від стадії, форми росту, локалізації, гістологічної структури пухлини і методу лікування її. Загалом рак шкіри перебігає сприятливіше, ніж рак внутрішніх органів. Поверхневі форми пухлини більш сприятливі для прогнозу, ніж глибокопроникні, інфільтрувальні або папілярні. При базальноклітинному раку шкіри прогноз кращий, ніж при плоскоклітковому типі пухлини.
При I—II стадії захворювання можливо 80-100 % лікування раку шкіри. При поширених формах раку (III стадія) і особливо при рецидивах результати значно погіршуються та складають 40-50 %. За зведеними даними онкологів, стійке одужання при раку шкіри досягається в 70-80 % випадків.